# Halassy Olivér Sportközpont – Városi Uszoda
A Halassy Olivér Sportközpont – Városi Uszoda Káposztásmegyeren, a Babits Mihály Gimnázium szomszédságában épül, a Kósa Pál sétányon a Hajrá Újpest Városfejlesztési Program keretében. Az épület alapkövét 2012. szeptember 19-én fektették le ünnepélyes keretek között. 2013. november 5-én nyitotta meg kapuit.

## Története
A 2007-ben bezárt Újpesti Gyógyfürdő és Uszoda bezárása következtében az újpestiek hiányolták az uszodát, a kikapcsolódás eme formáját, így az Újpesti Párbeszédben megkérdezték a polgároktól, hogy mi az, ami hiányzik Újpesten, és szinte minden válaszban szerepelt az uszoda. A Monting Mérnökiroda Kft Épszerk-Pannonia Invest Építőipari Kft nyerte meg a Káposztásmegyeren a Tóth Aladár utcába tervezett új uszoda kivitelezésére kiírt önkormányzati közbeszerzést.

## A jelen
Az uszoda bruttó alapterülete közel 2139 m², a beépített része pedig 1165 m2 tesz ki. A nagyobbik úszómedence vizének mélysége az egyik oldalon eléri az 1,8 métert. Az úszómedencében a víz 27, a tanmedencében 30, míg a pezsgőfürdőben 36 fokos lesz. A beépített, geotermikus energia termelési teljesítménye 350 kW. Az uszodában a legkorszerűbb víztisztító és vízforgató berendezéseket építik be. A geotermikus energia használata során nem keletkeznek szennyező égéstermékek, így előnyös a használata. A medencék a FINA (Nemzetközi Úszószövetség) követelményeinek is megfelelnek. Az ünnepélyes megnyitót 2013. november 5-én tartották.

## Linkek
- Újpesti Gyógyfürdő és Uszoda

## Lásd még
- Halassy Olivér Sportközpont[4]
- Videó az alapkőletételről[5]